# Селивачёв, Иван Андреевич
Иван Андреевич Селивачёв (около 1750 — после 1799) – русский капитан-командор, георгиевский кавалер.

## Биография
20 октября 1769 года произведен в гардемарины. Окончил Морской кадетский корпус с производством 1 мая 1773 года в мичманы. В 1774-1775 годах участвовал в строительстве судов на Новохоперской верфи и служил на фрегате «Шестой». В 1776-1777 годах на шхуне «Измаил» крейсировал у абхазских берегов. 7 января 1778 года произведен в лейтенанты. В кампанию 1780 года командовал ботом №7 в Азовском море. В 1781-1784 годах командовал полякой «Св. Екатерина». 1 янв. 1785 года произведен в капитан-лейтенанты. В том же году был отправлен в Воронежскую губернию за рекрутами и по возвращении назначен командиром 44-пуш. фрегата «Осторожный». 1 января 1787 года произведен в капитаны 2-го ранга. В кампанию 1787 года командовал 66-пуш. кораблем «Слава Екатерины». На другой год командовал кораблём "Преображение Господне" под командою контр-адмирала Марко Войновича при сражении при Фидониси. В 1789 году командуя 46-пуш. фрегатом «Петр Апостол» перешел из Таганрога в Керчь, а затем в Севастополь. 
В 1790 году назначен командиром 46-пушечного фрегата «Фёдор Стратилат». 
30 сентября того же года произведен в  капитаны 1-го ранга. Командуя фрегатом «Федор Стратилат» отличился в сражении у мыса Калиакрия, за что 31 августа 1792 года награжден орденом Св. Георгия IV степени. В 1792-1797 годах командовал 66-пушечным кораблем «Князь Владимир». В 1797 году назначен презусом генерального военного полкового кригсрехта. С началом русско-французской войны назначен командиром 74-пушечного корабля «Захарий и Елисавет» и 1 мая 1798 года поднял брейд-вымпел как командующий арьергардом эскадры. 4 ноября того же года во главе отряда судов в составе 74-пуш. кораблей «Захарий и Елизавета» и «Богоявление господне» и фрегата «Григорий Великий», турецкого корабля и 2-х турецких фрегатов блокировал остров Корфу. 28 ноября 1799 года произведен в капитан-командоры.

## Семья
- Сын: Селивачев Алексей Иванович [11 июня 1792 - 16 янв. 1867, Москва] - генерал-майор флота (1848), презус комиссии военного суда при Санкт-Петербургском порте (1827-1849).